# Orzeczenie czasownikowe
Orzeczenie czasownikowe, orzeczenie proste – orzeczenie, wyrażone pojedynczym wyrazem, który jest osobową formą czasownika. Wyrażone najczęściej czasownikiem w formie osobowej, np. 
Banknoty dotarły do Europy w XVII wieku. Nazywa czynność, którą wykonuje podmiot. Odpowiada na pytania: co robi? co się z nim dzieje? w jakim znajduje się stanie?
Przykłady:
- Gosia je grzyby.
- Bartek bije worek bokserski.
- Kapitan zajada się żelkami.

Orzeczenie czasownikowe wyrażone jest:
- osobową formą czasownika: np. (Ona) biegnie.
- osobową formą czasownika z zaimkiem zwrotnym (czasowniki w stronie zwrotnej) np. (Piotr) przebiera się.
- osobową formą czasownika z partykułą „nie” np. (Dzieciaki) nie przyjechały.

Orzeczenie czasownikowe można oddać za pomocą  sekwencji zależnych od siebie czasowników: Będziesz miał potężne kłopoty.